# Устанак на полуострву Шимабара
Устанак на полуострву Шимабара (1638) био је неуспела побуна јапанских хришћана и сељака на западу острва Кјушу против шогуната Токугава, изазвана тиранијом локалних великаша и дугогодишњим прогоном хришћана у Јапану. Око 38.000 устаника, побуњених сељака, хришћана и ронина, нанели су више пораза трупама локалних феудалаца, опустошили су феудалне поседе Шимабара и Амакуса и затворили се у напуштену тврђаву Хара, где су издржали дугу опсаду. Отпор устаника био је тако снажан, да је јапанска влада затражила помоћ холандске трговачке колоније у луци Хирадо на острву Кјушу, која је послала један галеон да бомбардује устаничке положаје са мора, без већих резултата. Тврђава је на крају заузета на јуриш, пошто је браниоцима нестало хране и муниције, а сви устаници су маскрирани. Био је то последњи војни сукоб у дугом периоду мира током владавине шогуната Токугава (1600—1867), успостављеном након хаоса грађанских ратова у периоду Сенгоку (1467-1600).

## Позадина

### Хришћанство у Јапану
Први европски трговци - Португалци - стигли су у Јапан 1543. године, а први хришћански мисионари, језуити које је предводио Франциско Хавијер, већ 1549. У жељи да подстакну трговину са Европљанима, који су доносили луксузну робу из Индије и, још важније, прво ватрено оружје, део феудалних господара у југозападном Јапану дозволили су рад хришћанских свештеника и подизање католичких храмова на својим поседима. Већ 1574. властелин Омура Сумитада, господар Нагасакија на јужној обали острва Кјушу, примио је хришћанство заједно са 60.000 својих поданика (под претњом изгнанства) и спалио локалне будистичке храмове. Године 1580. хришћанство је примила и породица Арима, која је владала оближњим полуострвом Шимабара, а господар Бартоломео Омура поклонио је Нагасаки католичкој цркви, чиме је Нагасаки постао полу-независна језуитска колонија у Јапану. Године 1582. на западној обали Кјушуа још један великаш, Отомо Сорин, примио је хришћанство, и хришћански великаши са Кјушуа послали су делегацију младих јапанских хришћана папи, која је препловила пола света и свечано примљена на двору шпанског краља Филипа II и папе Сикста V. Већ 1585. област Нагасакија, Шимабаре и оближњих острва Амакуса имала је 150.000 хришћана, 200 католичких цркава и 85 свештеника, са семинаром у Шимабари са 100 ученика. 1590. делегација из Европе се срећно вратила у Јапан и донела прву штампарску машину, која је у периоду 1591-1597. радила на острвима Амакуса, а затим 1597-1606. у Нагасакију. 
До краја 16. века, број хришћана у Јапану, од простих сељака до читавих аристократских породица, достигао је скоро пола милиона, углавном сконцентрисаних на острву Кјушу, док је даље на северу ширење хришћанства наишло на одлучан и организован отпор будистичких манастира, свештенства и верника.

### Прогони хришћана и забрана и 1614. године
Уједињење Јапана под Тојотоми Хидејошијем донело је и нови отпор ширењу хришћанства: регентов едикт из 1587. осудио је хришћанско уништавање будистичких храмова. Године 1592. Хидејоши је започео инвазију Кореје у којој је хришћанска властела са Кјушуа на челу са Кониши Јукинагом - познатим и под хришћанским именом Августин Кониши (господаром острва Амакуса), случајно или намерно, стављена у претходницу главне војске и претрпела најтеже губитке. Отворени прогон хришћана почео је 1596, када се шпански галеон Сан Филипе са товаром свиле из Маниле насукао на обали острва Шикоку: Хидејошијеви самураји запленили су бродски товар, на шта су шпански морнари отворено запретили Јапанцима да иза њих стоји непобедива Армада шпанског краља. Схвативши ово као директну претњу шпанском инвазијом, регент Хидејоши прогласио је све стране мисионаре уходама и 1597. у Нагасакију је по његовом наређењу разапето 26 хришћана (6 фрањеваца, 3 језуита и 17 јапанских преобраћеника), како би се остали застрашили и натерали да одустану од своје вере. Хироши је умро 1598, и нова влада обуставила је прогон хришћана, али у грађанском рату који је кулминирао битком код Секигахаре (1600), хришћанска властела из западног Јапана борила су се за поражену Западну армију, а Кониши Јукинага, највећи хришћански великаш, погубљен је после битке заједно са Ишида Мицунаријем. 
Пошто је учврстио нови шогунат, Токугава Ијејасу наредио је свим самурајима и великашима да одбаце хришћанство и врате се будизму: већ 1606. господар Санчо Омура, син Бартоломеа Омуре, одузео је Нагасаки језуитима, одрекао се хришћанства и вратио будизму, заједно са свом преживелом хришћанском властелом на острву Кјушу. Генерацију после битке код Секигахаре, хришћанство је у Јапану постало тајна, забрањена религија: сви становници морали су да се региструју у локалним будистичким храмовима, а људи за које се сумњало да су тајно хришћани терани су од стране владиних чиновника да газе крстове и скрнаве хришћанске светиње, како би се јавно одрекли своје вере. 
Бивши поседи Августина Конишија подељени су новим господарима: они на Кјушуу породици Хосокава (која се одрекла хришћанске вере), а острва Амакуса породици Теразава: сви хришћански самураји натерани су да потпишу одрицање од своје вере, под претњом прогонства и одузимања поседа. Након открића корупције шогунових хришћанских чиновника и великаша из клана Арима (1612) и доласка делегације са католичких Филипина 1614, која је понудила склапање трговачких и дипломатских односа, нови шогун Токугава Хидетада је 1. фебруара 1614. донео нови едикт, којим је и званично забранио хришћанство у Јапану, протерао из земље све хришћане и Европљане, укључујући и децу из мешовитих бракова, изузев Холанђана (који су као протестанти радо скрнавили католичке светиње, па у очима Јапанаца и нису сматрани хришћанима), и наредио још оштрији прогон и потрагу за скривеним хришћанима у Јапану.

### Ситуација у Шимабари
Мали део хришћана напустио је Јапан, а још мањи отворено је одбио да се покори и кажњен је смрћу, већином распећем на крсту. Пример ових јапанских мученика охрабрио је знатан број осталих, који су чували своју веру у тајности. Тадашњи господар Шимабаре, Михаил Арима Наозуми, покушао је да сачува своје поседе одрицањем о хришћанске вере, али је премештен и његови поседи су додељени Мацукура Шигемаси. И на другим поседима, власти су упорно тражиле и кажњавале скривене хришћане: јуна 1622. у Нагасакију разапето је 55 хришћанских мученика, и спаљена гомила језуитских књига. 
Нови господар Шимабаре добио је од шогуна два задатка: да подигне нови замак и да искорени скривене хришћане на својим поседима. Уз огромне трошкове, који су пали на терет локалних сељака, од којих су многи били бивши самураји породице Арима који су изгубили свој положај, нови замак Шимабара довршен је 1624. године, а дотадашње седиште поседа, планински замак Хара на обали мора, напуштен је и делимично срушен. Током градње замка и онако велики порези у пиринчу били су знатно повећани, и утеривани са безобзирном суровошћу: сељаци који нису платили порез печени су на ватри, а њихове жене и кћери голе вешане за ноге. Међутим, када је 1624. посетио новог шогуна Токугава Јемицу-а, Мацукура Шигемаса оштро је укорен што није искоренио хришћане на својим поседима, и запрећено му је одузимањем поседа. Вративши се тако од шогуна, Мацакура је одмах наредио свим хришћанима у Шимабари да се сами пријаве: од људи који су се добровољно пријавили, око 150 је жигосано, обогаљено одсецањем прстију и протерано, а око 80 (међу њима и 4 самураја) је погубљено разапињањем, спаљивањем или бацањем у вреле вулканске изворе планине Унзан након јавног мучења, које је имало за циљ да натера скривене хришћане да се одрекну своје вере. Део хришћана, нарочито у градовима, одрекао се вере, али је на селима већина остала непоколебљива и повукла се у тајност. Године 1529. Мацакура је позван од локалних власти да прогони хришћане и у суседном Нагасакију, али је на повратку умро од можданог удара, или је убијен у кади од стране непријатеља. 
Старог господара наследио је његов неискусни 27-годишњи син Мацукура Кацује, који се показао још суровијим и грамзивијим од оца. Феуд Шимабара званично је био процењен на 60.000 коку-а годишње, али је млади Мацакура самоиницијативно подигао вредност свог поседа на 120.000 кокуа, удвостручивши ионако велике порезе у натури, захтевајући од сељака чак 60% приноса. За неплаћање пореза, Мацакурини људи мучили су жене и децу дужника. Године 1629-1636. биле су неродне, и сељаштво у Шимабари и на околним поседима гладовало је, на ивици преживљавања: међутим, Мацакура је 1637. одлучио да без милости утера све заостале порезе за протеклих 7 година. 

## Устанак

### Повод устанка
Покушај Мацакуриних порезника да у јесен 1637. године утерају све заостале порезе за 7 неродних година, довео је сељаштво у Шимабари до тачке пуцања. По савременим хроникама, побуну су покренули хришћански ронин Петар Масуда (Масуда Јошицугу), бивши самурај Кониши Јукинаге, који је био пореклом са острва Ојано у архипелагу Амакуса и често посећивао родни крај, али је у последње време живео у селу код замка Уто, радећи као фармер и сеоски старешина, и још петорица ронина из некадашње Конишијеве војске. Масудин петнаестогодишњи син Јероним Амакуса Широ, чувен по својој мудрости у читавом крају, био је формални вођа побуне. Власти су касније тврдиле да су они завели и побунили обичан народ на поседима Шимабара и Амакуса. 72-76
Прва побуна почела је на самом југу полуострва Шимабара, у селу Кучиноцу, преко пута архипелага Амакуса: крајем новембра 1637, локални порезник ухапсио је трудну снаху сеоског старешине и мучио је до смрти. У одговор, њен свекар и отац (који је био са суседног поседа Амакуса) подигли су на оружје око 700 сељака (знатним делом ветерана из ратова са Корејом и битке код Секигахаре) и спалили порезникову кућу. У каснијим извештајима шогуну, Мацакурини службеници наглашавали су улогу хришћана у побуни, како би прикрили злоупотребе и насиља над сељацима, међутим, већина извора сматра да се радило пре свега о устанку потлачених и изгладнелих сељака против феудалне тираније. Устанак је убрзо захватио сва села на Шимабари и на суседном поседу, острвима Амакуса, а петорица ронина који су предводили разне групе устаника изабрали су за вођу младог хришћанског проповедника Јеронима Амакуса, сина једног од ветерана који су организовали устанак. Једини устанички вођа чије је име потврђено у историјским документима био је Јамада Емонсаку, такође бивши самурај, хришћанин и фирмописац у селу у ком је побуна почела. 82-89

### Побуна у Шимабари
У тренутку побуне господар Мацакура Кацује био је у Еду, а његов кастелан Окамото Шинбеи, који је остао да управља поседом, реаговао је споро. Тек 11. децембра увече вести о побуни и убијању чиновника у неким селима стигле су у замак Шимабара: наводно, при покушају да скине хришћанску икону са зида, један локални чиновник убијен је од гомиле побуњеника, који су се окупили у селу Фуке. Кастелан је послао на њих одред од 400 ратника, који је дочекан у заседи и разбијен изгубивши преко 100 људи. Охрабрени побуњеници, чији је број нарастао на 1.500 бораца, гонили су противнике све до капија замка Шимабара, где су спалили и опљачкали предграђе (укључујући и будистичке храмове) и опсели замак, сатеравши браниоце иза зидина. Укупан број устаника за неколико дана нарастао је на чак 8.000, пошто су многи сељаци били принуђени да им се прикључе како им не би спалили куће. Амакуса Широ, који се као вођа побуне помиње у званичним изворима након 14. децембра, разаслао је писма по свим селима, тврдећи за себе да је божији посланик (човек са неба), да је судњи дан за све који нису хришћани близу, и позивајући све хришћане до дођу под његову команду, а пагане да се покају и покрсте док је време. 92-101

### Побуна на острвима Амакуса
Већ 12. децембра буна је избила и на суседном поседу, на острвима Амакуса, где су хришћани организовано устали на оружје и спалили будистичке храмове. Међутим, пошто се посед састојао из више мањих острва, окупљање побуњеника било је теже него у Шимабари. Устаници су заузели оство Ојано и 15. децембра са 14 бродова напали село Кононура на Кјушуу, у покушају да пренесу устанак на суседни посед породице Хосокава, али су их локални сељаци и самураји, упозорени од будистичких избеглица са поседа Амакуса, успешно одбили. У ропство је пала и породица Амакуса Широа, која је живела на поседу Хосокава. За то време, број устаника у Шимабари нарастао је на 12.000, али су села око Нагасакија одбила да се придруже устанку, очекујући брзу интервенцију шогунове владе. Тако је побуна остала ограничена на архипелаг Амакуса и полуострво Шимабара јужно од Нагасакија.102
Док је део устаника опседао замак Шимабара (12. децембра 1637-15. јануара 1638), неколико хиљада устаника напустило је опсаду и прешло рибарским бродовима на острва Амакуса, како би ојачали локалне устанике и заузели тамошње замкове. Уједињени устаници потукли су војску клана Теразава (локалних феудалаца) од око 1.800 ратника у бици код замка Хондо (29. децембра), али нису успели да заузму замак Томиока, који су нападали неколико дана (2-6. јануара 1638). 

### Опсада тврђаве Хара
На вести о приближавању владиних трупа из Еда и војски суседних феудалаца са Кјушуа, устаници су до 15. јануара 1638. напустили опсаду замка Шимабара и острва Амакуса и окупили се у оронулом замку Хара, који је био напуштен и делимично порушен од 1614. године. Хиљаде радника међу устаницима за кратко време су довеле напуштену тврђаву у стање за одбрану: рупе у зидинама су запушене, подигнута су привремена склоништа и земунице, а око целог замка ископан је земљани шанац са ровом, палисадом и осматрачницама од бамбуса. Иако слабо наоружани и без оклопа, устаници су имали искусне заповеднике и неколико стотина аркебуза, а борбени морал био је висок: они су успешно одбили два јуриша далеко бројније шогунове војске са великим губицима (око 5.000 мртвих и рањених), при чему је 14. фебруара 1638. погинуо и сам шогунов генерал, Итакура Шигемаса. Нови заповедник, Мацудаира Нобуцуна, одустао је од фронталних напада и одлучио да измори браниоце глађу и бомбардовањем из топова. Најпре је холандским трговачким бродовима у Хираду наређено да пошаљу топове и муницију, а затим и да се сами укључе у бомбардовање тврђаве, како би доказали да не подржавају хришћанске устанике. Један холандски брод са 20 топова бомбардовао је тврђаву (25. фебруара-12. марта) без већих резултата, пошто су земљани и камени бедеми били прејаки за лаке бродске топове. Најзад, залихе хране и муниције биле су исцрпљене почетком априла, и последњи напад на тврђаву почео је 12. априла: без муниције за аркебузе, устаници су се бранили пуна два дана каменицама и хладним оружјем. Замак је коначно пао 15. априла 1538, након три месеца опсаде, а сви преживели браниоци су посечени, укључујући жене и децу. Укупни губици устаника износили су око 12.000 бораца и око 26.000 цивила, док су владине трупе изгубиле преко 20.000 људи, од тога најмање 4-5.000 мртвих.

## Последице
Последице устанка биле су велике: шогун Токугава Ијемицу је 1539. наредио протеривање свих хришћанских трговаца из Јапана под претњом смрти, са изузетком Холанђана који су задржали малу колонију на острву Дешима у лучи Нагасаки. Хришћанска популација на Кјушуу била је највећим делом истребљена, а преостали су се суочили са тако упорним и организованим прогоном да су практично нестали у наредних 20 година. Јапан је утонуо у период изолације - Сокаку - који ће потрајати све до 1858. године.